# Aceite de acederaque
El aceite de acederaque es el aceite obtenido del acederaque o cinamomo. 
Es de color amarillo claro, de sabor dulce primero y amargo después que persiste por espacio de algunos minutos. Produce al arder una llama clara y brillante sin dar olor y sin carbonizar la mecha por lo que tiene excelente aplicación para el alumbrado.